# Хюрън (град, Калифорния)
Хюрън (на английски: Huron) е град в окръг Фресно, щата Калифорния, САЩ. Хюрън е с население от 7311 жители (по приблизителна оценка от 2017 г.) и обща площ от 3,5 km². Намира се на 114 m надморска височина. ЗИП кодовете му са 93234, а телефонният му код е 559.